# Iulius Cezar (piesă de teatru)
Iulius Cezar este o tragedie de William Shakespeare, scrisă în 1599. Acțiunea ilustrează conspirația din 44 î. Hr. împotriva dictatorului roman, asasinarea acestuia și bătălia de la Philippi. Este una dintre piesele autorului bazate pe evenimente reale din istoria Imperiului Roman, printre care și Coriolan și Antoniu și Cleopatra.